# Batman (Turchia)
Batman (in curdo Êlih‎) è una città della Turchia localizzata nella Regione dell'Anatolia Sud Orientale, e capoluogo della provincia di Batman. Nel 2021 aveva una popolazione di 452 157 abitanti.

## Storia
Fino agli anni Cinquanta Batman era un piccolo villaggio. La scoperta del petrolio e l'arrivo delle compagnie petrolifere fece crescere l'economia della città, e di conseguenza la popolazione.
Il 7 novembre 2008, Hüseyin Kalkan, l'allora sindaco della città, minacciò sia Christopher Nolan sia la Warner Bros. di intentare causa nei confronti della produzione del film Il cavaliere oscuro, in quanto colpevoli di aver sfruttato il nome della cittadina senza permesso; la Warner negò poi di aver ricevuto notifica di alcun'azione legale.

## Economia
La Provincia di Batman è un'importante regione d'estrazione di petrolio e a Batman è presente una delle più antiche raffinerie della Turchia, creata nel 1955. Un oleodotto di 494 km trasporta il petrolio greggio da Batman ad Alessandretta.
Vi è anche un aeroporto regionale situato nelle vicinanze della città.